# Albert Poch
Albert Poch (n. 23 decembrie 1930, Babadag, România – d. 2 martie 2013, București, România) a fost un caricaturist  și grafician român, de origine evreu.

## Biografie
Poch s-a născut în 1930 în orașul Babadag din Dobrogea într-o familie de evrei. În anul 1941, la vârsta de 11 ani, a suferit din pricina deportărilor organizate de regimul militar-fascist antonescian. În tinerețe a urmat studii la Universitatea Națională de Arte București, care se numea pe atunci Institutul de Arte Plastice „Nicolae Grigorescu” și a fost elevul lui Jules Perahim.     
A publicat primul desen in ziarul „Viața capitalei”. În anii 1951-1984 a fost redactorul artistic și caricaturist la „Urzica”, unica revistă de satiră și umor, cu caracter oficial, care a apărut în acei ani de dictatură comunistă. Cu timpul a devenit unul din cei mai însemnați artiști în domeniul caricaturii în România. A publicat caricaturi și în ziare cotidiene, ca de pildă, „Informația Bucureștiului”.
Din inițiativa sa, în anul 1968 s-a înființat Salonul umoriștilor, precum și saloane ale caricaturiștilor în mai multe orașe din România.      În 1984 a fost concediat din redacția revistei „Urzica”.
După Revoluția română din 1989 Poch a participat la editarea mai multor magazine satirice și a îndeplinit funcția de președinte al secției de caricatură al Uniunii Artiștilor Plastici din România.
În anul 2002 el a organizat o mare expoziție de caricaturiști din perioada post-comunistă. Poch a creat, între altele, coperți ale unor cărți editate de editura evreiască Hasefer din București. A mai fost autorul și al altor creații grafice, ilustrații de cărți și afișe.
A participat la multe expoziții internaționale din Europa, Japonia etc. Opere ale sale sunt prezentate în mod permanent în muzee din România, Polonia, Bulgaria și Elveția.
În anul 2011 a fost evacuat din locuința sa din strada Știrbei Vodă din București în urma unor demersuri juridice care au restituit-o urmașilor lui Constantin Cotty-Stoicescu, ministru al justiției în regimul Antonescu Poch a murit la București în anul 2013. Fiul său, Daniel, arhitect, s-a stabilit în Israel în anul 1980.

## Premii și onoruri
- Premiul cel mare la expoziția „Caricatura în lupta pentru pace” la Moscova
- 1965 - Premiul Uniunii ziariștilor  pentru afișul consacrat combaterii poluării apei
- 1969 - Mențiune pentru cea mai bună caricatură aparută în presa românească
- Premiul cel mare la Salonul caricaturii din Ploiești
- Premii internaționale pentru caricatură - la Bordighera, Liguria (Italia) (1967), Skopje (atunci în Iugoslavia) (1984), în Belgia (1969, 1983), la Cracovia (1970), Gabrovo (Bulgaria) (1974), în Turcia (1977)